# Rupertikirtag
Beim Rupertikirtag handelt es sich um das Domkirchweihfest am St.-Ruperts-Tag in Salzburg, welches jährlich um den 24. September, dem Namenstag des heiligen Rupert, für fünf Tage abgehalten wird. Veranstaltungsort sind die Plätze in der Salzburger Innenstadt rund um den Dom. Der Rupertikirtag ist eines der traditionsreichsten Volksfeste Österreichs und wird jährlich von mehr als 100.000 Menschen besucht.

## Geschichte
Kaiser Otto III. verlieh am 25. Mai 996 der Stadt Salzburg das Recht, einen täglichen Markt abzuhalten. Unabhängig davon sind im mittelalterlichen Salzburg zwei Jahrmärkte überliefert: der Jahrmarkt in der Fastenzeit (er ist im Stadtrecht des 14. Jahrhunderts genannt) und der noch ältere Herbstmarkt. Diese so genannte Herbst-Dult (auch Ruperti-Dult) ging aus einem Fest zu Ehren des heiligen Rupert hervor und wird erstmals 1331 genannt. Der Zeitpunkt für das Fest erinnert an die Überführung der Gebeine des hl. Rupert – dem Gründer der Stadt Salzburg und ersten Abt des Stiftes St. Peter – von diesem Stift in den damals neu errichteten Dom am 24. September des Jahres 774 durch Bischof Virgil. 
Kaiser Friedrich III. verbriefte Jahr 1481/82 dem Bürgermeister und dem Rat der Stadt die beiden gewohnheitsrechtlichen Jahrmärkte durch eigene Jahrmarktsprivilegien. Der Rupertitag am 24. September wurde zum wichtigsten Handelstag im Jahreskreis, wo rechtliche und geschäftliche Angelegenheiten, etwa Erbrechts- und Leibgedingsverleihungen, geregelt wurden. 
Im Mittelalter beschränkte sich der „Dult“ genannte Jahrmarkt zunächst auf den Dombereich und den Marktplatz. Seit den baulichen Neugestaltungen durch Wolf Dietrich von Raitenau (1559–1617) waren räumlich in wechselndem Umfang der Residenzplatz, der Kapitelplatz, der Domplatz, der Universitätsplatz und der Marktplatz (heute Alter Markt) oder Teile davon in die Dult einbezogen. Das Fest wurde stets feierlich durch die Domglocken eingeläutet. Wegen Seuchen („Sterbläuff“) konnte die Dult mehrfach nicht abgehalten werden, so in den Jahren 1564, 1585, 1676 und 1680. Hans Sachs schildert in seinem „Lobspruch der Stadt Salzburg“ den Ruperti-Kirtag mit den Worten: 
...Auch ist da groß Mess und Marck / Ruperti mit kaufen und verkaufen / da sehr viel Kaufleut kommen ze haufen....
Aus dem Jahr 1677 sind ausführliche sanitäre Auflagen durch Fürsterzbischof Max Gandolf Kuenburg erhalten. 
Ab 1856 wurde der Jahrmarkt für 30 Jahre auf den Mirabellplatz verlegt und hierauf von 1886 bis 1896 in die Franz-Josef-Straße und die angrenzende Schallmooser Hauptstraße samt deren Nebenstraßen übersiedelt. 
Aus dem Jahr 1873 findet sich eine detaillierte Schilderung des Rupertikirtags durch den Salzburger Lokalhistoriker Karl Adrian. Jahrmärkte erlebten im ausgehenden 19. Jahrhundert eine Blüte, wobei Schaustellungen den größten Andrang erhielten. Dies ist erklärlich, da es zu dieser Zeit weder Kino noch Fernsehen gab. So wurden in Panoptikums etwa Königsmorde nachgestellt, „Indianer und Eingeborene“ führten wilde Tänze auf und „orientalische Vorführungen“ brachten die arabische Kultur nahe. Besonders beliebt waren zu dieser Zeit Schaustellungen mit wilden Tieren.
1924 wurde der Kirtag in der Innenstadt wiederbelebt. Nach einer Unterbrechung während des Zweiten Weltkriegs lebt seit 1946 die Dult in veränderter Form weiter und war dabei zuerst bei der Hofstallkaserne und später im Volksgarten untergebracht. 1977 wurde die „Rupertidult“ unter dem Namen „Rupertikirtag“ von Erwin Markl wieder auf die Plätze um den Salzburger Dom zurückgebracht.
Großes Augenmerk wird heute auf das historische Vorbild der Dult gelegt. So finden heute ausschließlich alte Fahrgeschäfte, Brauchtum und fast vergessenes Handwerk auf dem Rupertikirtag ihren Platz. Verpönt sind bis heute hydraulisch betriebene Fahrgeschäfte, laute Musik von CDs und übermäßig große Werbetransparente. Die touristische Wertschätzung und Bekanntheit des Rupertikirtags steigt von Jahr zu Jahr, was vor allem auch seiner Authentizität zuzuschreiben ist. Im Gegensatz zum nahe gelegenen und gleichzeitig stattfindenden Oktoberfest in München wird der Rupertikirtag eher als Familienfest wahrgenommen.

## Attraktionen

### Historische Fahrgeschäfte

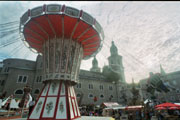
Historisches Kettenkarussell, Baujahr 1848 vor dem Dom

Ein besonderes Flair erhält der Rupertikirtag durch die ausschließlich historischen Fahrgeschäfte. Manche von ihnen sind bereits knapp 200 Jahre alt. Zu einem Symbol des Rupertikirtags wurde das Kettenkarussell mit Baujahr 1848, welches nur mehr am Rupertikirtag zur Aufstellung gebracht wird. 

### Gastronomie
Die gastronomische Versorgung des Rupertikirtags orientiert sich an traditioneller Hausmannskost. Neben dem Festzelt, welches volksfesttypische Gerichte wie Brathühner und Ochsenbraten vertreibt, existiert ein weiteres gastronomisches Angebot, so etwa die Salzburger Jägerschaft mit ihrem Wildbret, die Knödelhütte und Buden mit Steckerlfischen. 

### Handwerk
Seit 1982 stellen zwischen 20 und 30 nahezu in Vergessenheit geratene Handwerksberufe in der Sonderschau „Lebendiges Handwerk“ ihr Metier vor, so z. B. die als selten geltenden Federkielsticker, Säckler und Hutmacher. Auch schöpft ein Papiermacher Büttenpapier, das mit einem Motiv bedruckt wird, welches von einem jährlich wechselnden zeitgenössischen Künstler aus Salzburg gestaltet wurde. Teile des Erlöses aus dem Verkauf der „Rupertikirtags-Drucke“ werden gespendet.

### Musik, Tanz und Theater

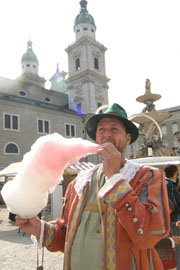
Salzburger Hanswurst

Der Rupertikirtag verschreibt sich voll und ganz traditioneller Musik. Sämtliche Darbietungen finden im Bereich Brauchtum statt, wobei Volksmusik und Tanz im Vordergrund stehen. Jedes Jahr finden auch Vorführungen ausländischer Brauchtumsgruppen statt. Im Festzelt wird ausschließlich Blasmusik geboten.
Eine weitere Seltenheit des Rupertikirtags ist eine Pawlatschenbühne. Eigens für den Rupertikirtag nach altem Vorbild rekonstruiert, finden auf ihr verschiedene Theatervorführungen statt.

### Salzburger Hanswurst
Die historische Figur des Hanswurst gilt als das Maskottchen des Rupertikirtags. Der Hanswurst ist bei allen wichtigen Veranstaltungen präsent und treibt sich auch sonst auf dem Markt herum. Er ist auch derjenige, der mit dem rituellen Aufziehen und Einholen der Marktfahne den Rupertikirtag eröffnet und beschließt. Verkörpert wurde die Figur lange Jahre von Werner Friedl, ihm folgten Agilo Dangl und Werner Dürnberger.

## Sonstiges
Zusätzlich zu den großen Attraktionen wird den Salzburger Bauern am Rupertikirtag ebenso Platz zugestanden wie den Marktfieranten, der historischen Kirtagsorgel und anderem mehr. Neben diesen finden verschiedene Messen im Dom statt, um dem eigentlichen Grundgedanken – der Domkirchweih zu Ruperti – gerecht zu werden. 
Der hl. Rupert, heutiger Namensgeber des Festes, ist Salzburger Landespatron und sein Namenstag am 24. September ist gleichzeitig Salzburger Landesfeiertag.

## Die Frühjahrs-Dult
Der Rupertikirtag, gelegentlich auch "Ruperti-Dult" genannt, ist nicht zu verwechseln mit der heute noch bestehenden Frühjahrs-"Dult" – ebenfalls ein Jahrmarkt, der derzeit alljährlich um Pfingsten auf dem Salzburger Messegelände stattfindet und im Volksmund meist einfach "Dult" genannt wird. Mit Ausnahme seines Namens lässt er heute im Gegensatz zum Rupertikirtag als Vergnügungspark wenige historische Bezüge erkennen. Dieser Frühjahrs-Jahrmarkt fand ursprünglich ebenfalls um den Domplatz herum statt. 1856 übersiedelte die Frühlings-Dult in den Raum des heutigen Mirabellplatzes, der zuvor als Exerzierplatz vor den Kasernen der Neuen Thürnitz genutzt war. 1896 wurde die Dult nach vorherigen Unzulänglichkeiten bei der Durchführung nach einem Gemeinderatsbeschluss aufgehoben und als Fest im Franz-Josef-Park (heute Volksgarten) bis in die ersten Kriegsjahre des Ersten Weltkrieges weitergeführt, bis sie 1924 gemeinsam mit der Herbstdult, also dem Rupertikirtag, in den Festspielbezirk übersiedelte.